# Bernardo da Benevento
Bernardo da Benevento (zm. 5 grudnia 1065) – kardynał-biskup Palestriny od 1061.
Pochodził z Benewentu i prawdopodobnie był mnichem na Monte Cassino. Jako kardynał-biskup datował kilka dokumentów wystawionych przez papieża Mikołaja II w maju 1061. W czerwcu 1061 został mianowany na urząd kanclerza Stolicy Apostolskiej. Rok później zrezygnował jednak i udał się na pielgrzymkę do Jerozolimy. Został pochowany na Monte Cassino; arcybiskup Alfanus z Salerno ułożył epitafium na jego cześć.